# Георги Парцалев
Георги Иванов Парцалев е български театрален и филмов актьор. През кариерата си играе предимно комедийни роли в театъра и киното.

## Биография
Роден е в Левски на 16 юни 1925 г. Завършва гимназията в Плевен, след което учи медицина в Софийския университет.
Работил е в „Театъра на Трудовата повинност“ през 1954 г., „Театъра на Строителните войски“ през 1955 г. и от 1956 г. в Сатиричния театър, а през 1958 г. идва първата му роля в киното – в „Любимец 13“. Свързван с пътуващите в края на 1950-те и през 1960-те т.нар. „естрадно-сатирични“ концерти, постепенно се превръща в живата легенда на българската комедия с незабравимото си участие в „Привързаният балон“ (1967), „Кит“, „Петимата от Моби Дик“ (1970), „С деца на море“ (1972), „Сиромашко лято“ (1973), „Баща ми бояджията“ (1974), „Два диоптъра далекогледство“ (1976), „13-та годеница на принца“ (1987). Голямата му професионална мечта да се превъплъти в образа на Дон Кихот така и не се сбъдва.
Член е на Съюза на българските филмови дейци (1974).
Не се жени и няма деца. Парцалев е гей, обаче не го разкрива публично.
През 1964 г. „народната власт“ сътворява процес срещу хомосексуалните интелектуалци на България. Парцалев е арестуван заедно с други представители на изкуството по това време. Делото е показно и участта на обвинените е смятана за решена. 4 години по-късно, на 1 май 1968 г., хомосексуалните актове са официално декриминализирани.
Георги Парцалев умира на 64 години в София на 31 октомври 1989 г. от левкемия. Оставя след себе си своите майка и сестра.

## Награди и отличия
- Заслужил артист (1969).
- Народен артист (1983).
- Орден „Кирил и Методий“ – I степен.
- Орден „Народна република България“ – I степен (1985).
- „Награда за мъжка роля“ (за Методи Рашков) от филма Сиромашко лято на XXV фестивал на трудещите се (Чехословакия, 1974).

## Театрални роли

### В Сатиричния театър
- „Баня“ от Владимир Маяковски (1957; реж. Стефан Сърчаджиев) – Оптимистенко
- „Дванайсетте стола“ от Иля Илф и Евгений Петров (1958; реж. Гриша Островски) – Кислярски и Едноок
- „Криво седи - право съди“ от Нейчо Попов и Енчо Багаров (1959; реж. Гриша Островски) – няколко роли
- „Побеснялото агне“ от Аурел Баранга (1959; реж. Михай Райку) – Таке Имиряну
- „Дървеница“ от Владимир Маяковски (1959; реж. Боян Дановски) – Продавач на копчета, Кум и Пияница
- „Главата на другите“ от Марсел Еме (1960; реж. Гриша Островски) – Горен
- „Чичовци“ от Иван Вазов (1960; реж. Методи Андонов) – Хаджи Смион
- „Балът на манекените“ от Бруно Ясенски (1961; реж. Гриша Островски) – Делегатът
- „Удържимият възход на Артуро Хи“ от Бертолт Брехт (1961; реж. Боян Дановски, Методи Андонов) – Актьорът
- „Когато розите танцуват“ от Валери Петров (1961; реж. Гриша Островски) – Съседът
- „Свинските опашчици“ от Ярослав Дитл (1962; реж. Методи Андонов) – Нуц
- „Импровизация“ от Радой Ралин и Валери Петров (1962; реж. Гриша Островски) – няколко роли
- „Михал Мишкоед“ от Сава Доброплодни (1963; реж. Методи Андонов) – Михал
- „Щръклица“ от Панчо Панчев (1963; реж. Вили Цанков) – Чорбаджи Петко
- „Четвъртият прешлен“ от М. Ларни (1964; реж. Гриша Островски) – Борис Мингвенген
- „Червен смях“ по Георги Кирков, Христо Смирненски, Гео Милев, Александър Жендов, Крум Кюлявков, Георги Караславов и Орлин Василев (1964; реж. Боян Дановски, Гриша Островски, Методи Андонов) – няколко роли
- „Мачово бърдо“ от Мирон Иванов (1964; реж. Методи Андонов) – Денчо Отнянов
- „Смъртта на Тарелкин“ от Александър Сухово-Кобилин (1965; реж. Методи Андонов) – Варавин и Порутатаринов
- „Краят на началото“ от Шон О'Кейси (1965; реж. Методи Андонов) – Дери
- „Ревизор“ от Николай Гогол (1966; реж. Методи Андонов) – Осип
- „Големанов“ от Ст. Л. Костов (1966; реж. Нейчо Попов) – Горилков
- „Суматоха“ от Йордан Радичков (1967; реж. Методи Андонов) – Иван Гамаша
- „Сватба за цяла Европа“ от А. Арканов и Г. Горин (1968; реж. Нейчо Попов) – Василий Журенков
- „Сняг“ от Валери Петров (1968; реж. Гриша Островски) – Председателят
- „Петрол“ от Иван Радоев (1968; реж. Асен Шопов) – Горският
- „Женитба“ от Николай Гогол (1971; реж. Нейчо Попов) – Подкальосин
- „Фаталната депеша“ от Орлин Орлинов (1971; реж. Борис Спиров) – Поп Гочо
- „Хипотезите около подпалването на Ловчанския мост“ от Георги Мишев (1972; реж. Гриша Островски) – няколко роли
- „Кораб с розови платна“ от Борис Априлов (1974; реж. Никола Петков) – Начев
- „Януари“ от Йордан Радичков (1975; реж. Любомир Шарланджиев) – Сусо
- „Енергични хора“ от Василий Шукшин (1976; реж. Борис Спиров) – Аристарх
- „Състезанието“ от Петър Караангов (1976; реж. Александър Попов) – Ловецът
- „Интервенция“ от Лев Славин (1977; реж. Валентин Плучек) – Полковник Фреданбе
- „Как се обира една банка“ от Сами Фаяд (1978; реж. Борис Спиров) – Августино Капече
- „Рейс“ от Станислав Стратиев (1980; реж. Младен Киселов) – Алдомировци
- „От много ум... вражалец“ по Ст. Л. Костов (1980; реж. Асен Шопов) – Вражалеца
- „Чичовци“ от Иван Вазов (1981; реж. Маргарита Младенова, Младен Киселов) – Хаджи Смион
- „Представянето на „Хамлет“ в село Долно Туткаво“ от Иво Брешан (1981; реж. Уляна Матева) – Мило Пърлето
- „Кошници“ от Йордан Радичков (1982; реж. Младен Киселов) – Давидко
- „Обичате ли човешко?“ от Мирон Иванов (1989; реж. Здравко Митков) – Професор Лютибродски
- „Автобиография“ (1977) (Бранислав Нушич) – Бранислав Нушич

## Телевизионен театър
- „Чичовци“ (1963) (Иван Вазов)
- „Учителят“ (1964) (от Ст. Л. Костов)
- „Политикани“ (1964) (от Рачо Стоянов)
- „Юнаци с умни калпаци“ (1968) (от Никола Русев)
- „Кучешка огърлица“ (1968)
- „12 стола“ (1969) (Илф и Петров)
- „Недорасъл“ (1969) (от Денис Фонвизин)
- „Сред героите на Йовков“ (1970) (Йордан Йовков)
- „Свирач на флейта“ (1970) (Йордан Йовков)
- „Кардашев на лов“ (1971) (Иван Вазов)
- „Опечалена фамилия“ (1971)  (от Бранислав Нушич) – Агатон
- „Тайната на младостта“  (1972) (от Миклош Дярваш)
- „Козя пътека“ (1972) (Йордан Радичков), мюзикъл
- „Изповедта на един клоун“ (1973) (Хайнрих Бьол)
- „Годеж“ (1973) (Алеко Константинов)
- „Минали времена“ (1973) (Алеко Константинов)
- „Българи от старо време“ (1973) (Любен Каравелов) – хаджи Генчо, учител
- „Криворазбраната цивилизация“ (1974) (от Добри Войников) – чорбаджи Коста
- „Телерезада“ (1974) (Пейо Яворов), мюзикъл
- „Малакова“ (1974) (Петко Славейков)
- „Ловчанският владика“ (1975) (Теодосий Икономов), мюзикъл
- „Зех тъ, Радке, зех тъ!“ (1976) (Сава Доброплодни), мюзикъл – Михал – богат, безумен и сяка чи Радка го люби
- „Сто години самота“ (1976) (Габриел Гарсия Маркес)
- „История на отживялото живуркане“ (1979) (Михаил Салтиков-Шчедрин и Сергей Михалков), 2 части – пречистения
- „Милионерът“ (от Йордан Йовков, реж. Младен Младенов)
- „Безумният Журден“ (1980) (от Михаил Булгаков по мотиви на Молиер, реж. Магда Каменова) – Панкрас
- „Шлагери“ (1980) (Любен Попов)
- „Вестникар ли?“ (1982) (от Иван Вазов, реж. Асен Траянов) – Иванчо
- „Под слънцето, близо до морето“ (1982) (Мирон Иванов)
- „Чуждото дете“ (1983) (В. Шиваркин)
- „Чичовци“ (1984) (Иван Вазов), мюзикъл – хаджи Ахил
- „Интермедии“ (1985) (Мигел де Сервантес)
- „Учителят“ (1990) (от Ст. Л. Костов)

Хумористични миниатюри
- „Лоенгрин“ (Курт Гьоц) – санитарния инспектор Бидерман

## Филмография
| Година      | Филми и Сериали                       | Серии  | Копродукции      | Роля                          |
| ----------- | ------------------------------------- | ------ | ---------------- | ----------------------------- |
| 1990        | Златната ряпа (тв)                    |        |                  | палачът                       |
| 1990        | Под игото (тв сериал)                 | 9      | България/Унгария | Хаджи Ахил                    |
| 1987        | 13-та годеница на принца              |        |                  | Царят на Калемби              |
| 1986        | Земляци-веселяци                      |        |                  |                               |
| 1981        | Неочаквана ваканция (тв сериал)       | 4      |                  | полицаят Стамат               |
| 1981        | Близката далечина                     |        |                  | (чете текста)                 |
| 1980        | Патиланско царство (тв сериал)        | 20     |                  | Захари                        |
| 1980        | Концерт за флейта и момиче            |        |                  | полицейският началник         |
| 1979        | Роялът                                |        |                  | бай Личо Виделов, строител    |
| 1978        | Момчетата от „Златен лъв“ (тв сериал) | 4      |                  | слепият/детектив Херлок Шолмс |
| 1977        | Темната кория (тв)                    |        |                  | Ташо                          |
| 1976        | Два диоптъра далекогледство           |        |                  | Димо Манчев                   |
| 1976        | Ние, геолозите                        |        |                  | горският                      |
| 1975        | Вечни времена                         |        |                  | Улаха, многодетният циганин   |
| 1974        | Ламята                                |        |                  | Главният гадател              |
| 1974        | Баща ми бояджията (тв)                |        |                  | обущарят Костас               |
| 1974        | Нако, Дако, Цако (тв сериал)          | 3      |                  | Дако                          |
| 1974        | Златната мълния                       |        |                  |                               |
| 1973        | Сиромашко лято                        |        |                  | Методи Рашков                 |
| 1972        | Дядото на Салваторе                   |        |                  | дядото на Салваторе           |
| 1972        | С деца на море                        | 2 нов. |                  | чичо Манчо                    |
| 1971 – 1972 | Матео Фалконе („Mateo Falcone“)       |        | Полша            | сержант                       |
| 1971        | Тримата от запаса                     |        |                  | Иван Стайков, съботянина      |
| 1971        | Няма нищо по-хубаво от лошото време   |        |                  | Фурман-син                    |
| 1970        | Петимата от Моби Дик                  |        |                  | Педро                         |
| 1970        | Кит                                   |        |                  | главният инженер              |
| 1968        | Първи сняг                            |        |                  | Доне                          |
| 1967        | Привързаният балон                    |        |                  | Амед                          |
| 1964        | Невероятна история                    |        |                  | художникът                    |
| 1958        | Любимец №13                           |        |                  | Гочо Полянски                 |

Филми за Георги Парцалев:
- „Черти от изкуството на един актьор“ (1978) (Георги Аврамов)
- „Един закъснял разказ...“ (1999) (сц. Катя Воденичарова, реж. Венета Серкеджиева)[5]
- „В кадър: Досието на смеха“ (2020) (сц. Весела Смилец, реж. Олег Ковачев)
- „Парцалев“ (2020) (сц. Пенчо Ковачев и Марин Дамянов, реж. Валентина Фиданова-Коларова)[6]

## Памет
- На името на Георги Парцалев е наречена улица в родния му град Левски, както и улица в квартал „Драгалевци“ в София (Карта).
- Неговото име носи и читалището в родния му град.
- В родния му град Левски е открита къща музей с негови вещи и икони, дарени от сестра му.
- От 2005 г. през месец юни се провеждат театрални празници, носещи неговото име.